# Ferran Serra i Sala
Ferran Serra i Sala   (Barcelona, 1905 - 1988) fou un dibuixant, esgrafiador i escultor, conegut com a Ferdinandus Serra. Format a l'acadèmia Les Arts amb Antoni Gelabert i Alart. Reconstruí models escultòrics de la Cases dels Canonges de Barcelona i restaurà els importants esgrafiats de la Casa dels Velers de Barcelona (1929-33). Durant la Guerra Civil Espanyola (1936-39) treballà a Martorell, on es tractà amb Francesc Pujols. Confegí i restaurà nombrosos esgrafiats i rellotges de sol arreu de Catalunya: en sobresurten les obres pròpies a Piera (can Sastre, 1941), Martorell (casa de la vila), Vilanova i la Geltrú (can Salvador), Barcelona (interior de la casa Cambó), Valls (jutjat), etc. També conreà el fresc. El seu estil participa indiscutiblement del Noucentisme i es basa en la tradició catalana de l'esgrafiat setcentista.

## Biografia
Ferran Serra i Sala (Barcelona 1905-1988), conegut amb el nom artístic de Ferdinandus, és considerat el millor esgrafiador català del segle xx. A més fou dibuixant, pintor, escultor i també conreà el fresc. El seu estil participa indiscutiblement del Noucentisme i es basa en la tradició catalana de l'esgrafiat setcentista. Els seus rellotges de sol estan acuradament calculats gnomònicament, així que podem afegir a la llista d'oficis que també fou un brillant quadranter.
Es va formar a l'acadèmia Les Arts de Barcelona amb Antoni Gelabert i Alart (1879-1930) i va completar els seus estudis amb una estada a Itàlia que l'influí profundament. Escollí el nom llatí de Ferdinandus per signar algunes de les seves obres a la manera dels artistes del Renaixement italià que va tenir ocasió d'estudiar en el seu propi ambient. Tenia el taller i vivia humilment al carrer Llibreteria número 5, 5è, 2a, al nucli antic de Barcelona, darrere de la Catedral. La major part de la seva feina l'havia de fer enfilat en les bastides i a la intempèrie, però quan preparava els materials i els projectes o quan es dedicava al dibuix, la pintura o l'escultura, el silenci del seu estudi es veia acompanyat per les campanades del rellotge de la veïna Catedral.
Els seus resultats acadèmics i els seus primers treballs devien haver estat molt brillants quan al voltant dels seus 23 anys, el 1928, se li encarrega fer uns grans esgrafiats per la façana de les Cases dels Canonges del carrer de la Pietat de Barcelona a l'estil dels que es feien al segle xviii. Poc temps després es posa a les seves mans la restauració dels esgrafiats més emblemàtics de Barcelona. De fet, sempre que s'esmenta en Ferran Serra es destaca la restauració que feu dels importants esgrafiats del segle xviii de la Casa dels Velers de Barcelona i ell mateix confessava en plena maduresa que era l'obra de la qual se sentia més satisfet. També coneguda com la casa de la Seda, és un edifici que va ser construït entre 1758 i 1763 com a seu del gremi de teixidors de veles i que té façanes a la Via Laietana i al carrer de Sant Pere més alt. La façana posterior que actualment dona a la placeta de Sant Francesc, havia estat una paret mitgera i, coincidint amb la remodelació de l'edifici que dirigí l'arquitecte Jeroni Martorell entre 1928 i 1933, en Ferran Serra hi va afegir uns altres esgrafiats seguint l'estil dels antics del mateix edifici.
Aquella obra el va marcar de per vida, li va obrir una àmplia perspectiva professional i li va permetre, seguint les directrius dels millors arquitectes, dignificar l'esgrafiat entre nosaltres i encomanar el gust per aquesta tècnica per tot Catalunya, especialment a les cases de ciutats i pobles i a les masies on, a més, va renovar l'interès pels rellotges de sol. Es poden trobar obres seves a Barcelona, Cabrera d'Anoia, Castellolí, Esparreguera, Flaçà, Hostalets de Pierola, Lleida, Manlleu, Masquefa, Olot, Piera, Reus, Sabadell, Sant Cugat, Sant Feliu del Llobregat, Sant Joan de les Abadesses, Talamanca, Terrassa, Tremp, etc.
Cap a l'any 1933, recentment acabada l'obra de la Casa dels Velers, el trobem treballant a Hostalets de Pierola, a la façana de Cal Xic Carboner o Cal Carboner, al carrer de l'Església 12. Una casa de la primera meitat del segle xix, on l'hereu de la finca, en Casimir Orriols a principis del segle xx marxà a fer "les Amèriques" i en tornar ric cap als anys 1920, va col·laborar entusiastament en la construcció del Casal Català, i cap als anys 1930 va encarregar la decoració de casa seva al millor esgrafiador del país. Serra també va esgrafiar la façana de la Casa Cucurell, situada al carrer Isidre Vallès, que havia estat edificada l'any 1926. A la façana destaca el magnífic ràfec de fusta i el sòcol de pedra amb elements de terra cuita.
Del mateix any 1933 és un dels dos rellotges de sol de Cal Pepus de la Llorença de Piera, un edifici d'estil noucentista construït aquell any en substitució d'un edifici més antic del qual es va conservar el portal on consta la data de 1819. La casa, que fa cantonada, pertanyia en aquell moment a l'eminent veterinari i bacteriòleg Josep Vidal i Munné. La façana només està decorada amb dos grans rellotges de sol esgrafiats. El primer orientat a sud-est i emmarcat amb un cercle amb les figures del zodíac, mostra el següent lema: «Que les hores que et marqui de ta vida, ¡oh vianant!, siguin de joia com rialla eixerida de bell infant.» També hi ha les inicials del propietari «JVM» i la data de 1933 (SCG0331).
L'altre és una mica posterior, d'orientació sud-oest i emmarcat per un rectangle, amb un sol enmig de núvols d'on surt el gnòmon i amb una banda amb el lema: «Si encara som al matí no cerquis l'hora aquí». A sota, les figures d'un noi oferint flors a una noia (SCG0332). Aquest dibuix, Ferdinandus el repetí exactament igual en el rellotge de sol de la Casa Argüelles de Castellterçol (SCG0210). A Piera també va treballar a les façanes de les cases dels senyors Víctor Riu i Martí Estany.
Vers l'any 1934 esgrafià la façana Cal Miquelet, Carrer Major 59 de Vallbona d'Anoia amb representacions geomètriques i florals i una única figura humana flanquejada per diverses orenetes que es veu situada a la primera planta entre els dos balcons.
L'inici de la Guerra Civil (1936-39) el va sorprendre a Òdena on estava treballant en aquells moments en la decoració de l'església però aquesta, com tantes altres en aquells convulsos dies, fou cremada i la seva feina inacabada fou destruïda totalment.
Durant la guerra va treballar a Martorell, on es va relacionar amb el filòsof i escriptor Francesc Pujols, impulsor de l'agrupació Les Arts i els Artistes. Serra va deixar a Martorell una àmplia producció en moltes façanes de la vila entre les quals es trobaven algunes propietats de Vicent Ros, cèlebre col·leccionista de ceràmica. En són exemple els esgrafiats del mateix Ajuntament, la Casa de la Vila, que feu el 1937 i que estan centrats per la figura de la deessa romana de la collita que descansa sobre una peanya amb els noms llatins de Martorell. A sota, una nimfa representant el riu Anoia i un faune representant el riu Llobregat es donen la
mà i vessen les aigües junts sota el Pont del Diable. També hi ha referències al suposat origen del nom de Martorell amb els símbols locals, una mà i un martell i hi apareixen també les muntanyes de Montserrat.
Fins al 1937 la Casa de la Vila havia estat situada en un altre edifici de la plaça. Després del trasllat,
l'antic Ajuntament va romandre desocupat, tot i que inicialment s'havia previst la instal·lació de la biblioteca municipal. Per aquest motiu Serra, que també esgrafià aquesta façana, va utilitzar elements decoratius relacionats amb el llibre i la impremta.
El mateix any de 1937 va tenir un joveníssim deixeble i aprenent de 13 anys, en Jaume Amat i Bargués (1924-2003), que seria el continuador de la seva obra a Martorell i rodalia i que al llarg de la seva vida professional ha deixat innombrables façanes esgrafiades i uns quants rellotges de sol.
Acabada la guerra i a la mateixa plaça de la Vila, el 1940 va fer els esgrafiats d'una entitat bancària on va representar una al·legoria del treball del camp i de la vida rural També va fer els esgrafiats de la casa Llopart, casal que conserva uns interessants finestrals, un de gòtic i l'altre renaixentista que durant el segle xviii va ser propietat de Marià Llopart, coronel dels exèrcits reials i cavaller de Santiago. Posteriorment seria la casa de Vicenç Ros i Batllevell. El 1940 Serra va decorar la façana amb esgrafiats de temàtica pagesa, escenes de sega i un pica-moles.
Els anys 1942-45 va esgrafiar la casa del carrer Nou 78 amb una al·legoria de la vida camperola. La seva relació
amb Martorell va perdurar a través de les dècades, el 1954 encara el trobem esgrafiant la façana de la Farmàcia Bujons, a la plaça de la Vila, on es pot veure un alambí d'alquimista, una mà de morter i diferents pots de fàrmacs.
El 1957 va esgrafiar la Casa Mestres al carrer del Torrent de Rosanes 1. És una gran casa d'estil modernista amb les façanes plenes d'esgrafiats entre els quals destaca el rellotge de sol flanquejat per dos angelets (SCG1719). A sota hi ha una figura estilitzada de la musa de l'art tocant una lira, i a cada banda unes llargues ornamentacions amb motius florals. També són decorats els ulls de bou. A la façana del carrer del Mur hi ha dos plafons ornamentals de gran format amb unes dones relacionades amb les feines de la pagesia i sobre els balcons, amb un marc ribetejat, uns medallons amb cares de personatges. A la decoració hi col·laborà, com a ajudant, el seu deixeble Jaume Amat.
A principis de la dècada de 1940 va fer uns dels esgrafiats més famosos de Catalunya: els de Can Sastre de Piera, un edifici construït l'any 1728 per qui fou notari i escrivà de la superintendència de Catalunya, Jeroni Sastre i Rovira, el nom del qual està inscrit en la llinda d'una porta. Diu la tradició que en aquesta casa sojornà el rei Carles III quan va visitar Piera l'any 1759. En la remodelació feta el 1941, Serra va esgrafiar la llarga façana, emmarcant les obertures amb sanefes i fent interessants representacions figuratives al·lusives a les arts amb els
tallers d'un pintor, d'un escultor i d'un músic i també als oficis amb un sastre per honorar el nom de la casa, una filadora, un forner i un ceramista. En
la figura de l'escultor, s'hi poden identificar les faccions del mateix Ferran Serra que s'hi va representar amb el seu autoretrat.
En el barri dels Gats de Piera hi ha la casa anomenada Ca la Pentinadora, al carrer del Sol 13, que és un edifici
entre mitgeres construït l'any 1784 però del tot transformat el 1943. En aquella reforma es va afegir el segon pis i la galeria que dona al carrer, així com els
esgrafiats que Serra va fer per ornamentar tot el parament. Hi destaca el rellotge de sol (SCG0334), amb el lema en llatí “Veritas est via meva” i un segon lema en el medalló que l'acompanya “Viam lucis sequor”. És un rellotge
d'orientació sud-est, amb les hores encerclant un sol amb la cara inclinada cap a llevant. El gnòmon és una sageta que ha estat renovada recentment. L'original també era una sageta però duia un cor travessat que en la renovació no es va reproduir. A la façana també hi ha una petita escultura feta pel mateix Serra amb la cara de la que era la pubilla de la casa.
L'església de Sant Pere de Reixac (Montcada i Reixac) es troba dalt d'un turó al costat esquerre del riu Besós, al vessant nord-oest de la Conreria i a una altitud de 191 m, cosa que li permet gaudir d'una àmplia panoràmica sobre les terres del Vallès. En els seus més de mil anys d'existència ha patit dos grans incendis. El darrer de 1936 va provocar una restauració quasi integral en la seva arquitectura, que es va donar per acabada l'any 1945 amb la incorporació del rellotge de sol (SCG0130) de Ferran Serra. És un dels pocs rellotges que va signar.
Molt petit en el marge inferior dret posa Ferdinandus S. El rellotge és semicircular, esgrafiat, d'orientació sud-oest, amb un àngel que sosté una banda amb el lema: «Beneïda sia la llum del dia i nostramo qui ens la envia». En la part superior incorpora l'any 1945 i en l'inferior el nom de REXAC.
El 1946 trobem Ferran Serra molt enfeinat a Can Feixes de Cabrera d'Anoia, una masia documentada des del segle xv i remodelada l'any 1945 quan la finca fou adquirida pels germans Huguet que es dedicaven al conreu de la vinya. Actualment en aquesta pairalia s'elaboren
vins i caves de fama reconeguda que es comercialitzen amb els noms de Feixes i Huguet. Els edificis s'estructuren a partir d'un gran pati central on donen la façana principal i les porxades annexes. Ferdinandus els va decorar amb esgrafiats relacionats amb l'elaboració del vi i hi va posar un rellotge de sol (SCG3743) circular amb un marc quadrat i d'orientació gairebé sud, presidit per un gall en mig de vinyes i el lema de benvinguda «Ave Maria».
L'any 1942 s'havia començat la construcció de la nova església parroquial de la Mare de Déu dels Àngels a la cruïlla dels carrers Balmes i València de Barcelona amb un projecte de l'arquitecte Josep Danés. Aquest va voler comptar amb la col·laboració de Ferran Serra per fer les pintures de l'interior i els esgrafiats de la façana i del campanar, entre els quals hi ha quatre magnífics rellotges de sol (SCG19-22) perfectament orientats als quatre punts cardinals. En les llegendes dels rellotges de sol hi consta la data de 1955 en què el bisbe Fra Matías consagrà l'església.

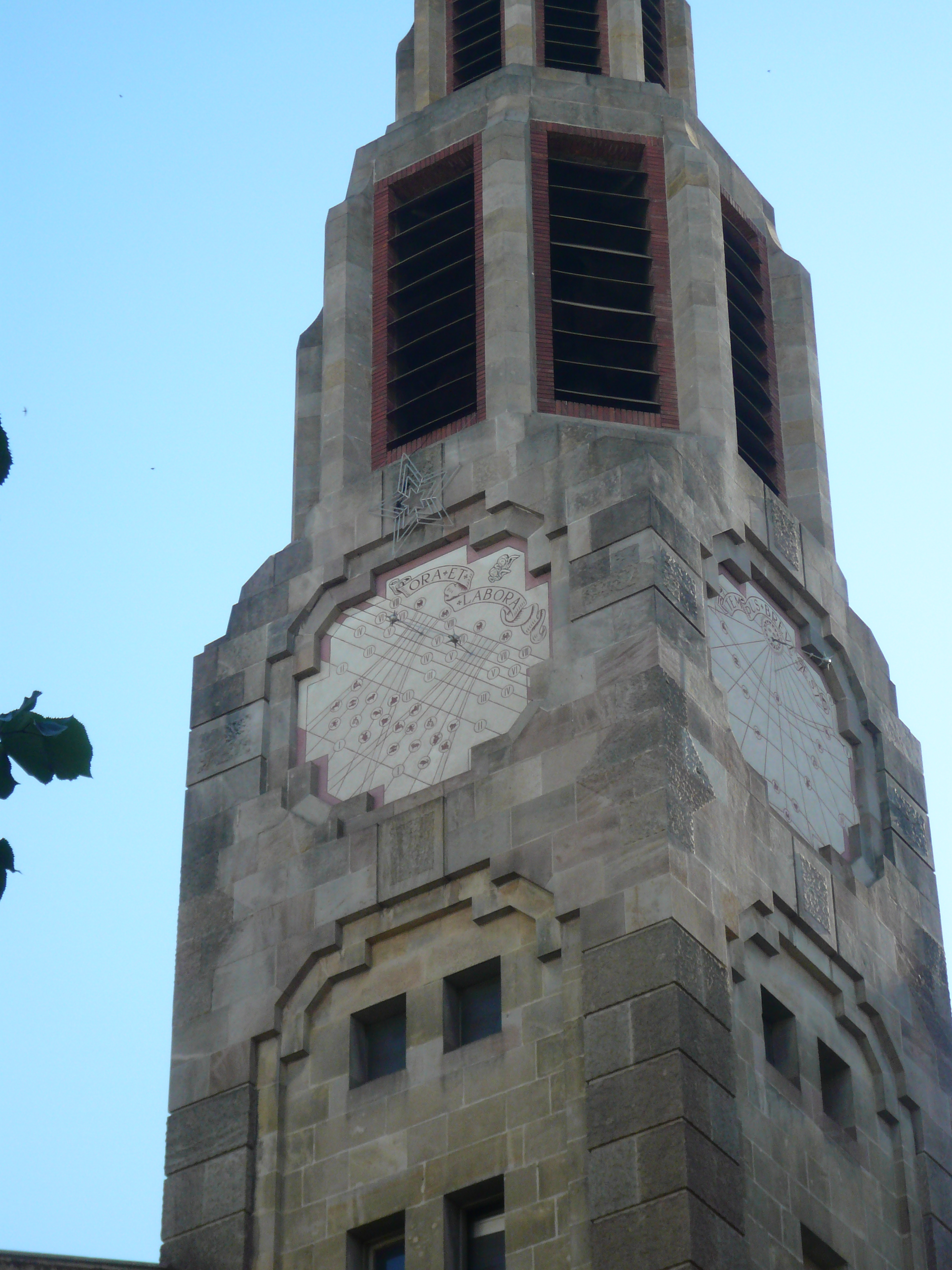
Dos dels quatre rellotges de sol de l'església dels Àngels

Serra era ja un artista més que reconegut quan el 1963 el periodista de La Vanguardia Artur Llobet li dedicà una pàgina sencera. A través de la seva conversa amb Serra, Llobet en destaca: «l'afany creador, el lliurament total a l'obra en què es troba treballant, el profund coneixement que transpira de tots els estils, la felicitat que l'omple quan troba l'arrel del que és popular, ancestral i alhora etern. Ha passat ja els cinquanta anys –segueix dient Llobet– és d'estatura i complexió regular, efusiu, amable. Té la cara i les mans torrades per les hores de sol que s'abaten sobre ell quan es troba enfilat en aquelles bastides que ja van fer les tortures de Miquel Àngel. L'esgrafiador ens parla de les seves obres actuals. N'hi ha per esgotar un home. Li pregunto si compta amb un bon equip d'ajudants. De vegades amb un sol peó –em respon– que només puja el material a la bastida. Tinc molta feina! Estimo l'obra que realitzo i molt poc els diners, els honors i això, tan vague i llunyà, que en diuen popularitat i glòria. El que compta és el que cada dia es fa amb honradesa i la ment clara». Segurament aquesta sincera modèstia és el motiu de trobar tan poques obres signades.
L'any de l'entrevista es trobava treballant al recinte de la plaça de Santa Llúcia de Santes Creus, un espectacular conjunt de façanes on va combinar l'obra original i la restauració i on va posar un dels seus rellotges de sol més característics (SCG0482) amb un simpàtic Sol que fuma una pipa que a la vegada és el gnòmon. Dos dels seus inefables angelets posats a banda i banda del rellotge aguanten una banderola amb el lema més religiós: «Jo sense sol i tu sense fe no valem res». En un altre lloc de la façana i presidint el portal d'accés hi ha dos angelets més mostrant un lema més laic: «Si vols saber l'hora que és, mira el rellotge que per això és». És una obra no signada però hi ha el testimoni de Marià Cases que li atribueix i publicà en el seu llibre Esgrafiats (1983) un dibuix original de Serra amb el projecte del rellotge. En una altra dels patis de Santes Creus apareix un segon rellotge de sol de forma quadrada i esgrafiat (SCG0481) que, per la diferència d'estil, creiem que ja devia existir i que Serra devia restaurar.
Serra deixa clar a l'entrevista que havia esgrafiat la coneguda com a Porta Daurada de Poblet i que acabava de concloure alguna obra en el Museu Bíblic de Montserrat que no hem pogut identificar malgrat l'ajuda que hem tingut des del mateix Monestir. El mateix Serra segueix dient que ha fet la decoració de la Caixa de Pensions de Sant Joan de les Abadesses, obra de l'arquitecte Duran Reynals i explica els seus plans futurs: «Per a la Caixa, restauraré la sucursal de Girona, obra de l'arquitecte Massó». També diu que està treballant a Masquefa, en uns importants esgrafiats i que es prepara per portar a terme una altra important restauració d'esgrafiats a Esparreguera. A més, feia poc que li havia arribat un encàrrec explícit de Picasso que va demanar que unes obres seves fossin reproduïdes en esgrafiat per Ferdinandus Serra.
L'any 1964 l'escultor i col·leccionista barceloní, Frederic Marés, li va encarregar els esgrafiats de
la façana del Museu Marés, al carrer Comtes de Barcelona núm. 1. En aquella ocasió li va tocar treballar al costat de casa, però no fou així quan per la mateixa època va haver d'esgrafiar el rellotge de sol del Molí del Menut (SCG2472), situat a la riera de Talamanca (Bages), un lloc de difícil accés fins i tot avui dia. L'estil del rellotge és similar al de Ca la Pentinadora de Piera, orientat a sud-oest amb la cara del Sol inclinada amb el mateix angle que el gnòmon. A sota un lema: Dic les hores d'esperança quan la mola fa farina. També les tinc d'enyorança quan el sol no m'il·lumina. A l'antic molí fariner, avui casa particular, encara s'hi conserva el dibuix original del rellotge i una inscripció a l'interior de la casa amb les dades de la declinació de la paret. Actualment el rellotge es troba deteriorat per un despreniment de la zona del lema i en fase de restauració.
En els anys 60 es trobava restaurant els esgrafiats de la capella de La Puda de Castellolí. Allí va tenir un jove ajudant de 17 anys a qui va ensenyar la tècnica de l'esgrafiat. Era en Joan Padró i Escudé de la veïna Pobla de Claramunt que va fer de l'esgrafiat el seu ofici. Anys més tard, en una entrevista al setmanari La Veu de l'Anoia retia homenatge al seu mestre amb aquestes paraules: «En Serra me'n va ensenyar tan bé, que tot i ser el primer cop que ho feia ja em va deixar fer les línies rectes». En Joan Padró també ha esgrafiat molts rellotges de sol.
Segons un privilegi del Comte de Barcelona, Ramon Berenguer I, l'any 1067 es fundà un assentament en el cim de la muntanya anomenada El Farell situada al nord de Caldes de Montbui. L'any 1967, per celebrar els 900 anys del Mas Farell, es va arreglar la façana i es va demanar a Serra un rellotge de sol (SCG1314) esgrafiat amb la inscripció commemorativa 1067-1967. Dos dels seus característics àngels flanquegen el quadrant i sostenen una banderola amb el nom de la finca i de la muntanya. Encara a sota hi ha una altra banderola amb el lema: Déu envia la claror i jo faig d'apuntador. Molt petit en el marge inferior dret hi ha la signatura de Ferdinandus S. És una altra de les poques obres que va deixar signades.
El mateix 1967, Serra empren la restauració dels famosos esgrafiats de la façana de l'església de Sant Celoni.
El 1970 esgrafià la façana de CanCompanyó de Caldes de Malavella, una masia situada a l'extrem oriental del terme, prop de Llagostera. La façana principal està coberta completament pelsesgrafiats geomètrics de Ferdinandus només interromputs per un gran rellotge de sol (SCG1818) situat a l'alçada del segon pis entre dos balcons. La façana està gairebé orientada al sud geogràfic i el rellotge, durant la tardor i l'hivern, és útil des de la sortida fins a la posta de Sol. El seu lema: «De sol ixent fins a ponent, dic l'hora bona a tota la gent» aclareix que l'hora bona és la del Sol.
A la mateixa finca, situat a un km al nord de la masia de Can Companyó, però ja dins el terme de Llagostera, hi ha el Molí d'en Companyó. Ferdinandus hi va fer un rellotge de sol (SCG1819) uns anys més tard, el 1976, arrebossant només un fragment de l'esquerpa façana de pedra. Hi va deixar una estreta finestra al centre del rellotge i hi feu constar l'any i les inicials "IHS"; dos àngels ferdinandinus sostenen el lema que anticipa la longevitat que s'atribueix a l'obra: “Qui pren el sol amb mida fa com jo té llarga vida”
L'agost de 1977, als 72 anys encara tenim el testimoni directe de la seva incansable activitat en el rellotge de sol del Mas Oller de Castellterçol (SCG1560) i que és un altre dels pocs que va signar i datar: «Ferdinandus - fecit - 8 - 77». Es tracta d'una obra de gran qualitat i grans dimensions situada en el lloc de la façana on ja hi havia hagut un rellotge de sol. La seva obra no sembla que volgués reproduir l'anterior que devia estar completament esborrat. Es nota que és de nova creació amb el característic Sol d'expressió entre benvolent i majestàtica i les línies horàries perfectament calculades i traçades. L'ancià propietari del Mas Oller, ens rep amable i orgullós de mostrar el seu rellotge als visitants, i ens explicà la feina que li va donar fa més de trenta anys Ferdinandus per recollir del terra i donar-li les eines que li lliscaven de les mans i li queien de tant en tant des de dalt de la bastida on treballava a ple Sol en el calorós agost del Vallès. Tractant-se d'un rellotge orientat a sud-oest, és útil fins a la posta de Sol i així li va dedicar Serra el descriptiu i emotiu lema: «Formosa és la posta del sol, s'amaga a la muntanya, jo li dic a Déu siau, ja l'he perdut de vista, fins demà si a Déu plau».
Coneixem rellotges de sol de Ferdinandus datats entre 1933 i 1977, per tant, el del Mas Oller si no fou el
darrer que feu, sí que és el darrer que coneixem amb data. Aquell any li quedaven 11 anys de vida, encara que segur que no serien els millors per seguir pujant a les bastides però sabent el seu fervor i entusiasme per la feina que feia, hem de suposar que encara devia fer algun rellotge més, encara que l'haurem d'esbrinar entre els de data desconeguda, que en són molts.

## Rellotges de sol de Ferdinandus Serra
Els rellotges de sol es poden veure al web de la Societat Catalana de Gnomònica i a cercar-los al seu inventari pel nom de l'autor, Ferran Serra i Sala, Ferdinandus, o pel número d'identificació. S'han classificat en tres categories: signats, certificats i atribuïts. Els signats òbviament són els pocs que porten la signatura de l'autor. Els certificats són aquells que se sap que són d'en Ferdinandus per testimonis orals o bibliografia. Els atribuïts són els que es creu que són d'ell per les característiques del
rellotge malgrat no poder demostrar-ho fefaentment.

### Alt Camp

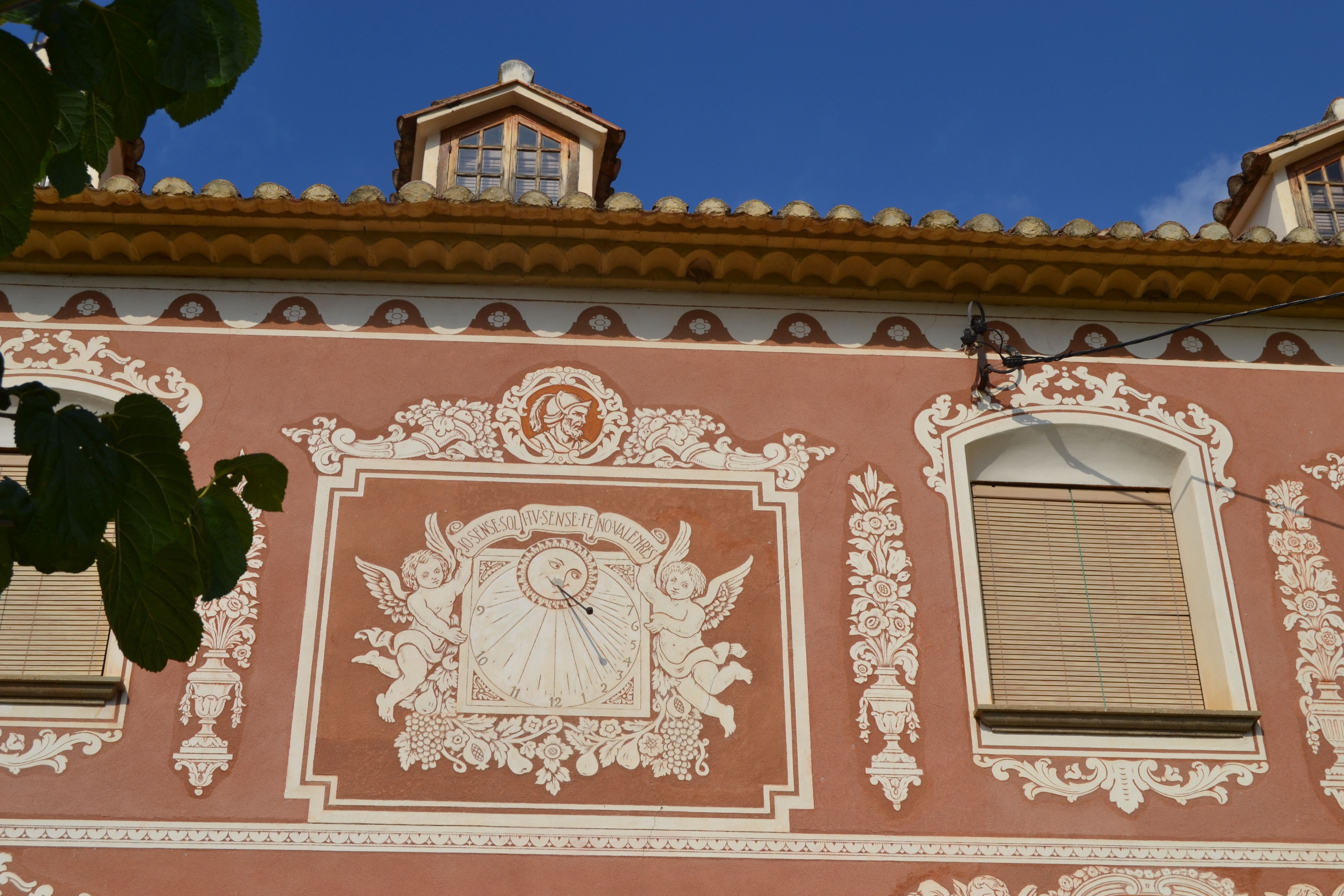
Rellotge de sol, Monestir de Santes Creus, Aiguamúrcia, Alt Camp

- Aiguamúrcia, Monestir de Santes Creus, Pati de Santa Llúcia, SCG N. 482, signat
- Aiguamúrcia, Monestir de Santes Creus, plaça de Sant Bernat n. 12, SCG N. 481, atribuït

### Anoia
- Cabrera d'Anoia, Masia Can Feixes, SCG N. 3743, certificat
- Piera, Cal Pepus de la Llorença, SCG N. 331 i SCG N. 332, atribuïts
- Piera, Ca la Pentinadora, Cr del Sol 32, SCG N. 334, certificat

### Baix Empordà
- Castell-Platja d'Aro, S'Agaró, Casa Ensesa, Av. de Sa Conca 20, SCG N. 2772, atribuït
- Forallac, Canapost, Mas de Dalt, SCG N. 3633, atribuït
- Santa Cristina d'Aro, Sant Miquel d'Aro, Pl. de Catalunya, SCG N. 4311, atribuït

### Baix Llobregat
- Gavà, Masia Roses (Can Riera), SCG N. 897, atribuït
- Martorell, Cal Mestres, Cr Torrent de Rosanes 1, SCG N. 719, certificat

### Bages

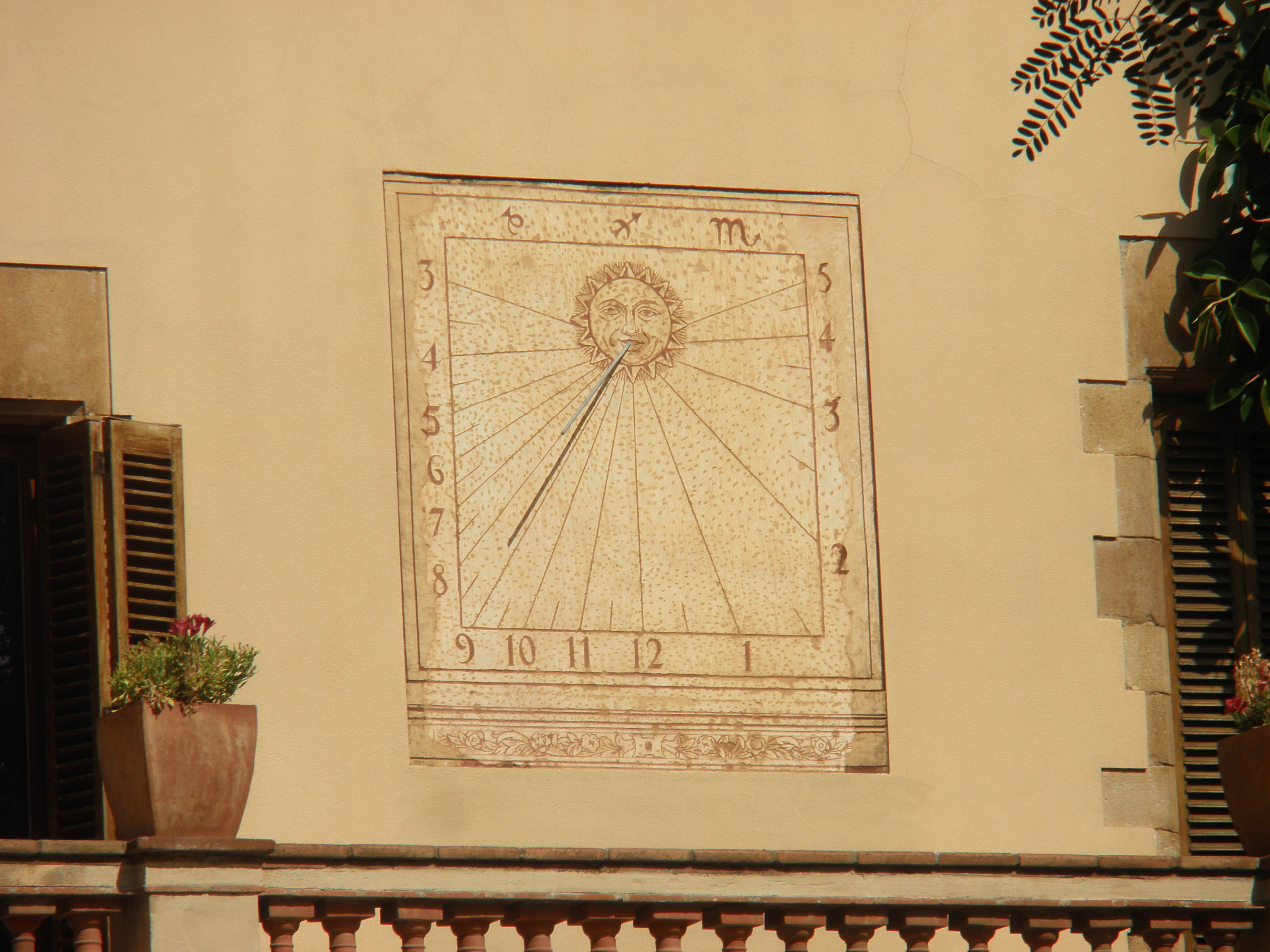
Can Canet de la Riera, rellotge de sol

- Sant Joan de Vilatorrada, Mas Vilatorrada, SCG N. 4486, atribuït
- Talamanca, Molí del Menut, SCG N. 2472, certificat

### Barcelonès
- Barcelona, Cr de l'Art 45, SCG N. 4977, atribuït
- Barcelona, Cr Balmes, Església dels Àngels (4 rellotges de sol), SCG 19 a 22, certificats
- Barcelona, Les Corts, Can Canet de la Riera, Club de Tennis Barcelona, SCG N. 844, atribuït
- Barcelona, Sarrià, Av. de Vallvidrera 25, SCG N. 4740, atribuït

### Gironès
- Llagostera, Molí d'en Companyó, SCG N. 819, atribuït

### Maresme
- Argentona, Can Grasses, Av. Baladia 15-19, SCG N. 757, atribuït
- Cabrils, Cr Hort de les Monges 12 SCG N. 467, atribuït
- Tiana, Restaurant Can Romà, SCG N. 97, atribuït

### Osona
- Manlleu, Ermita de Sant Jaume de Vilamontà, SCG N. 4443, atribuït
- Tona, Torreó Blanch, Cr Girona 15, SCG N. 2253, atribuït

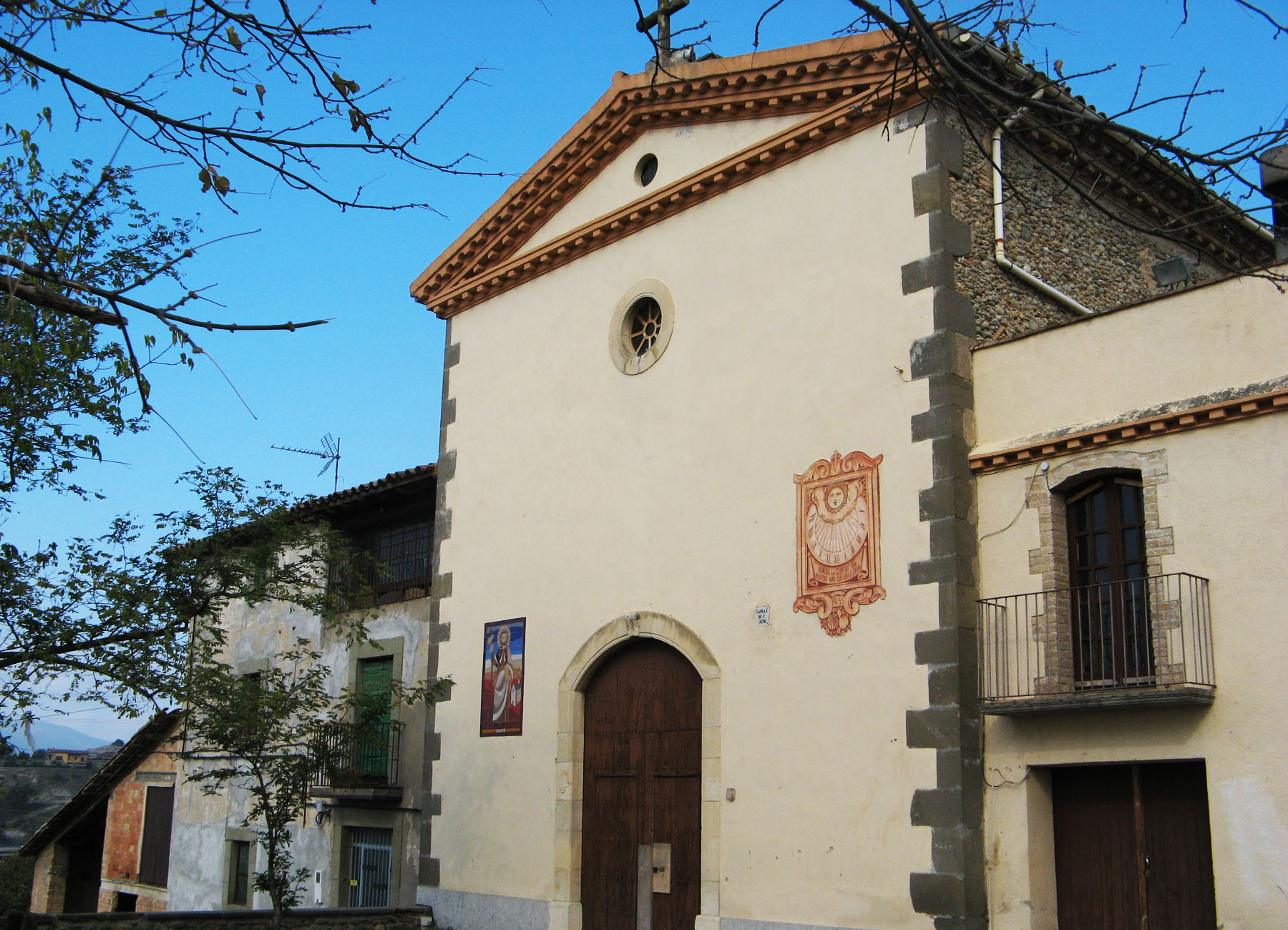
Manlleu, Ermita Sant Jaume de Vilamontà

### Priorat
- Cornudella de Montsant, Mas de les Moreres, SCG N. 2595, atribuït

### Selva
- Caldes de Malavella, Can Companyó, SCG N. 818, certificat

### Vallès Occidental
- Montcada Reixac, Església de Sant Pere de Reixac, SCG N. 130, signat
- Terrassa, Rest. Can Bondia, Ctra. Castellar-Matadepera, SCG N. 2125, atribuït

### Vallès Oriental
- Aiguafreda, Pg. de Catalunya 8, SCG N. 5023, atribuït
- Caldes de Montbui, El Farell, SCG N. 314, signat
- Caldes de Montbui, Museu Delguer, SCG N. 287, atribuït
- Castellterçol, Casa Argüelles, Carretera de Moià 14, SCG N. 210, atribuït
- Castellterçol, Mas Oller, SCG N. 560, signat
- Castellterçol, Antic Hostal Cal Clapers, Cr Pabordia 17, SCG N. 278, atribuït
- Fogars de Montclús, Restaurant SCG N. 104, atribuït
- Sant Antoni de Vilamajor, SCG N. 4085, atribuït
- Sant Celoni, Ca l'Alzina Nou, C-61 km 17 SCG N. 4114, atribuït